# Hessische Filmförderung
Die 1985 eingerichtete Hessische Filmförderung ist eine Gesellschaft des Hessischen Rundfunks und des Hessischen Ministeriums für Wissenschaft und Kunst mit dem Ziel der Stärkung und Förderung der regionalen Film- und Medienbranche im Land Hessen.

## Hessen Film & Medien GmbH
Seit dem 1. Januar 2016 werden die bislang auf drei Förderinstitutionen (Filmförderung des Landes Hessen, HessenInvestFilm und HR-Filmförderung) verteilten kulturellen Aufgaben in der Hessen Film & Medien GmbH gebündelt. Sie ist die zentrale Filmförderinstitution des Landes Hessen mit Sitz in Frankfurt am Main und Ansprechpartnerin für Film- und Medienschaffende in Hessen. Sie vergibt Fördermittel für Film- und Medienproduktionen und setzt Schwerpunkte in den Bereichen Nachwuchsförderung, Dokumentarfilm, internationale Koproduktionen sowie nachhaltige und diversitätssensible Produktionsbedingungen.

## Aufgaben und Ziele
Die Gesellschaft fördert künstlerische und kommerzielle Film- und Serienproduktionen von der Stoffentwicklung bis zur Verwertung.  Ziel ist, die kulturelle Innovationskraft und wirtschaftliche Leistungsfähigkeit hessischer Filmschaffender zu stärken und insbesondere Produktionen zu fördern, die von Produzenten oder Co-Produzenten mit Sitz in Hessen durchgeführt werden. Neben finanzieller Unterstützung bietet die Hessen Film & Medien Vernetzungsmöglichkeiten und Weiterbildungsangebote für die Branche an.

## Geschichte
Schon 1982 schlossen sich Hessische Filmemacher und Kinobetreiber zum Filmbüro Hessen e. V. zusammen mit dem Hauptziel, die Grundlagen für eine hessische Filmförderung zu schaffen. Die Hessische Filmförderung wurde 1985 offiziell gegründet und förderte seit dem kulturelle, kritische und auch kontroverse Filme. Im Jahr 1997 schlossen sich hr-Filmförderung und die Hessische Filmförderung zusammen. Mit der HessenInvestFilm ging 2001 ein wirtschaftliches Programm für Filmförderung an den Start, somit können auch kommerzielle Filme gefördert werden. Die Fördermittel wurden von der landeseigenen WI Bank als Kredit vergeben, der wiederum nur bedingt rückzahlbar ist und von den Förderempfängern zu verzinst werden muss.
Seit dem 1. Januar 2005 ist die Zuständigkeit für die kulturelle und wirtschaftliche Film- und Kinoförderung des Landes Hessen beim Hessischen Ministerium für Wissenschaft und Kunst (HMWK).
2015 wurde auf Veranlassung des Ministers für Wissenschaft und Kunst (HMWK), Boris Rhein (CDU), die Gründung der HessenFilm und Medien GmbH initiiert. Am 1. Januar 2016 ging die neue Gesellschaft mit ihrem Gründungsgeschäftsführer Hans Joachim Mendig an den Start. Aufsichtsratsvorsitzender wurde Boris Rhein. Zu den umfänglichen Neuerungen zählte unter anderem die Neufassung der Förderrichtlinien, die Schwerpunktsetzung auf Dokumentarfilme sowie die Installierung diverser Förderprogramme  für den Filmnachwuchs in Hessen. Aufgrund der Anpassung der Förderrichtlinien sowohl an die Richtlinien der bundesdeutschen Regionalfördergesellschaften als auch an die Richtlinien der Bundesfördergesellschaften erfolgte 2017 die Aufnahme der HessenFilm in den bundesdeutschen Förderverband "Focus Germany". Damit einhergehend war eine Erhöhung der Fördermittel im darauffolgenden Jahr 2018 auf ca. 12 Millionen Euro.
Das HMWK veranstaltet in Zusammenarbeit mit der HessenFilm und Medien jährlich im Rahmen der Frankfurter Buchmesse den Branchenevent "Verleihung des Film und Kinopreises" mit 2000 geladenen Gästen in der Alten Oper Frankfurt.
2019 übernahm die neu gewählte Ministerin des HMWK Angela Dorn (Die Grünen) den Aufsichtsratsvorsitz vom Präsidenten des Landtages, Boris Rhein. Zur neuen Geschäftsführerin wurde 2020 Anna Schöppe berufen, die eine strategische Neuausrichtung der Hessen Film & Medien verantwortete, zu der eine neue Förderrichtlinie gehört.
Zur Vereinfachung des Fördersystems werden seit dem 1. Januar 2016 alle Aufgaben in der neuen Filmförderung HessenFilm und Medien gebündelt.
2020 hat die Hessen Film & Medien GmbH das Branchenqualifizierungs- und Weiterbildungsprogramm STEP ins Leben gerufen. Ziel ist es, hierdurch dem Fachkräftemangel der Filmindustrie entgegenzuwirken und die hessische Filmbranche zu stärken. Das Programm setzt sich aus drei Säulen zusammen:
1. Branchenqualifizierung (finanzielle Mittel für Firmen, um Nachwuchs in Projekte am Standort Hessen einzubinden)
2. Weiterbildung (Sowohl etablierte Filmschaffende als auch Quereinsteiger aus Hessen können Kosten für Weiterbildungsmaßnahmen fördern lassen)[3]
3. Autorenstipendium (Nachwuchsautoren mit Fokus auf in der Filmbranche unterrepräsentierte Gruppen erhalten 10 Monate lang finanzielle Unterstützung sowie ein Mentoring)[4]

Die Initiative film.macht.vielfalt. wurde 2021 ins Leben gerufen, um die Diversität in der Filmbranche zu stärken. Dazu zählen Workshops, Mentoringprogramme für Jurymitglieder und Beratungsangebote für diskriminierungssensible Stoffentwicklung und Produktionsbedingungen.

## Förderung
Die HessenFilm und Medien fördert sowohl Filme, die zur kulturellen Vielfalt der Filmlandschaft beitragen, als auch Projekte, die wirtschaftlichen Erfolg versprechen.
10,96 Millionen Euro beträgt der Förder-Etat p. a. für die folgenden Bereiche:
- Abspielförderung (u. a. Festivals, Reihen und Veranstaltungen)
- Drehbuch
- Kinoinvestitionsförderung
- Postproduktion
- Produktion Hochschulabschlussfilm in Hessen
- Produktion Kino / TV
- Produktionsvorbereitung
- Talent-Paketförderung
- Verleih und Vertrieb
- Sonstige Maßnahmen